# Пала, Ондрей
Ондрей Пала (Ондржей Пала, чеш. Ondřej Pála; 20 сентября 1984, Прага, Чехия) — чешский боксёр-профессионал, выступавший в тяжёлой весовой категории. Серебряный призёр чемпионата Чехии 2004 года (категория свыше 91 кг.) в любителях. Среди профессионалов бывший чемпион Европы по версии WBO European (2011—2012), чемпион PABA (2008), чемпион Чехии (2005—2007) в тяжёлом весе.

## Профессиональная карьера
Пала дебютировал на профессиональном ринге в марте 2005 года.
12 декабря 2005 года Ондрей завоевал интернациональный титул чемпиона Чехии. Свой 11-й поединок проиграл по очкам немцу, Рене Детвийлеру (16-0).
9 сентября 2006 года встретился с непобеждённым российским боксёром, Денисом Бойцовым (15-0). В бою за вакантный молодёжный титул чемпиона мира по версии WBC, Ондрей проиграл нокаутом в 5-м раунде.
Затем Пала нокаутировал несколько джорнименов, и в феврале 2008 года нокаутировал австралийца, Артура Кука (13-2-1). 4 июня 2008 года, Ондржей победил по очкам бывшего чемпиона мира, Генри Акинванде (50-3-1).
6 марта 2009 года, Ондржей Пала близким решением судей победил немца, Константина Айриха (11-1). В сентябре 2009, чех по очкам победил украинца, Алексея Мазыкина. 23 января 2010 года победил джорнимена, Роберта Хоукинса.
В 2011 году, Пала в повторном поединке досрочно победил Алексея Мазыкина, и завоевал титул чемпиона Европы по версии WBO. В ноябре 2011 года защитил титул против американца, Дарнелла Уилсона.
9 марта 2012 года, проиграл матч-реванш немцу, Константину Айриху. До встречи с Айрихом, Пала провёл 19 беспроигрышных поединков подряд, и занимал 16-е место в рейтинге BoxRec. Пала выигрывал по очкам поединок, но был нокаутирован Константином Айрихом.

## Таблица профессиональных поединков
В таблице перечислены результаты всех поединков боксёров.
В каждой строке указан результат поединка. Дополнительно номер поединка обозначен цветом, который обозначает итог поединка. Расшифровка обозначений и цветов представлена в нижеследующей таблице.
| Пример | Расшифровка                     |
| ------ | ------------------------------- |
|        | Победа                          |
|        | Ничья                           |
|        | Поражение                       |
|        | Планируемый поединок            |
|        | Поединок признан несостоявшимся |
| КО     | Нокаут                          |
| ТКО    | Технический нокаут              |
| PTS    | Решение судей (по очкам)        |
| UD     | Единогласное решение судей      |
| MD     | Решение большинства судей       |
| SD     | Раздельное решение судей        |
| RTD    | Отказ от продолжения боя        |
| DQ     | Дисквалификация                 |
| NC     | Поединок признан несостоявшимся |

| 38 поединков, 33 победа (23 нокаутом), 5 поражений. | 38 поединков, 33 победа (23 нокаутом), 5 поражений. | 38 поединков, 33 победа (23 нокаутом), 5 поражений. | 38 поединков, 33 победа (23 нокаутом), 5 поражений. | 38 поединков, 33 победа (23 нокаутом), 5 поражений. | 38 поединков, 33 победа (23 нокаутом), 5 поражений. | 38 поединков, 33 победа (23 нокаутом), 5 поражений.                                                |
| Бой                                                 | Рекорд                                              | Дата                                                | Соперник                                            | Место боя                                           | Результат                                           | Данные о бое                                                                                       |
| --------------------------------------------------- | --------------------------------------------------- | --------------------------------------------------- | --------------------------------------------------- | --------------------------------------------------- | --------------------------------------------------- | -------------------------------------------------------------------------------------------------- |
| 38                                                  | 33-5                                                | 26 февраля 2014                                     | Дэвид Прайс (16-2)                                  | Blue Water Dokken, Эсбьерг, Дания                   | KO 3 (8) 0:33                                       | |
| 37                                                  | 33-4                                                | 26 августа 2023                                     | Роман Черней (11-0)                                 | Medea Fitness, Прага, Чехия                         | KO 1 (8), 2:55                                      | |
| 36                                                  | 32-4                                                | 30 ноября 2013                                      | Дерек Чисора (18-4)                                 | Коппер-Бокс, Лондон, Великобритания                 | TKO 3 (12), 2:25                                    | Бой за титул WBO International в тяжелом весе.                                                     |
| 35                                                  | 32-3                                                | 19 февраля 2013                                     | Юрий Быховцев (6-3-1)                               | Moulin Rouge Club, Минск, Белоруссия                | PTS 8                                               | Счёт судьи: 78-74.                                                                                 |
| 34                                                  | 31-3                                                | 22 декабря 2012                                     | Радован Куча (0-5)                                  | Medea Fitness, Прага, Чехия                         | TKO 2 (8), 1:12                                     | |
| 33                                                  | 30-3                                                | 9 марта 2012                                        | Константин Айрих (2) (18-4-2)                       | Atatürk Spor Salonu, Текирдаг, Турция               | TKO 9 (12), 1:10                                    | Бой за титулы IBF Inter-Continental и WBO European в тяжелом весе.                                 |
| 32                                                  | 30-2                                                | 26 ноября 2011                                      | Дарнелл Уилсон (24-12-3)                            | Atatürk Spor Salonu, Текирдаг, Турция               | UD 12                                               | Бой за титул WBO (1-я защита Палы) European в тяжелом весе. Счёт судей: 120-111, 118-110 (дважды). |
| 31                                                  | 29-2                                                | 1 апреля 2011                                       | Алексей Мазикин (13-5-2)                            | Digibet Pferdesportpark, Лихтенберг, Германия       | RTD 7 (12), 3:00                                    | Бой за вакантный титул WBO European в тяжелом весе.                                                |
| 30                                                  | 28-2                                                | 3 декабря 2010                                      | Энгин Солмаз (4-23-3)                               | Arena Sparta, Прага, Чехиия                         | KTO 3 (8), 1:24                                     | |
| 29                                                  | 27-2                                                | 9 апреля 2010                                       | Сергей Бабич (10-3)                                 | Sport and Congress Hall, Шверин, Германия           | TKO 5 (8), 1:40                                     | |
| 28                                                  | 26-2                                                | 23 января 2010                                      | Роберт Хокинс (23-13)                               | Kugelbake-Halle, Куксхафен, Германия                | UD 8                                                | Счёт судей: 78-74, 78-74, 78-75.                                                                   |
| 27                                                  | 25-2                                                | 24 октября 2009                                     | Алексей Мазикин (13-2-1)                            | Kugelbake-Halle, Куксхафен, Германия                | UD 8                                                | Счёт судей: 80-69, 80-72, 77-75.                                                                   |
| 26                                                  | 24-2                                                | 5 июня 2009                                         | Роман Сухотерин (5-13)                              | Hotel Pyramida, Прага, Чехия                        | UD 8                                                | Счёт судей: 80-72 (трижды).                                                                        |
| 25                                                  | 23-2                                                | 6 марта 2009                                        | Константин Айрих (11-1-1)                           | Kugelbake-Halle, Куксхафен, Германия                | MD 10                                               | Счёт судей: 96-94, 99-92, 95-95.                                                                   |
| 24                                                  | 22-2                                                | 17 декабря 2008                                     | Гарри Дуйвен-мл. (13-4-1)                           | Hotel Hilton, Прага, Чехия                          | TKO 11 (12), 0:58                                   | |
| 23                                                  | 21-2                                                | 21 ноября 2008                                      | Павел Шишка (5-17-1)                                | Hotel Pyramida, Прага, Чехия                        | TKO 2 (8), 2:36                                     | |
| 22                                                  | 20-2                                                | 4 июля 2008                                         | Генри Акинванде (50-3-1)                            | Bueyuek Anadolu Hotel, Анкара, Турция               | UD 6                                                | Счёт судей: 59-55, 58-57 (дважды).                                                                 |
| Бой                                                 | Рекорд                                              | Дата                                                | Соперник                                            | Место боя                                           | Результат                                           | Данные о бое                                                                                       |